# Võro Intézet
A Võro Intézet (Võro nyelven: Võro Instituut, észtül: Võru Instituut) egy észt állami kutató-fejlesztő intézmény, amely a võro nyelv és kultúra megőrzésével és népszerűsítésével foglalkozik.

## Története
A võro (võro: võro kiil' [ˈvɤro kʲiːlʲ], észtül: võru keel) az uráli nyelvek balti finn ágához tartozó nyelv. Hagyományosan az észt nyelv dél-észt dialektuscsoportjának dialektusának tekintették, de manapság már saját irodalmi nyelve  van, és arra törekednek, hogy hivatalosan is elfogadják mint őshonos regionális nyelvet Észtországban.
A võro nyelvnek nagyjából 75 000 beszélője van, főleg Délkelet-Észtországban, a történelmi Võru megye nyolc községében (Karula, Harglõ, Urvastõ, Rõugõ, Kanepi, Põlva, Räpinä, Vahtsõliina) és Észtország többi részén.
Az intézetet az észt kormány alapította 1995-ben, és a dél-észtországi Võru városában található. Az intézet igazgatói Enn Kasak, Kaido Kama és Külli Eichenbaum voltak. Az intézet jelenlegi igazgatója Rainer Kuuba. Az intézet kutatói között található Evar Saar és Sulev Iva lexikográfus.
Az intézmény fő célja, hogy megmentse a võro nyelvet a feledéstől, többek között tematikus konferenciák szervezésével vagy ilyen nyelvű kiadványok megjelentetésével. Az intézetnek saját könyvtára van.

## Tevékenységek
Az intézet számos tevékenységet folytat a kevésbé beszélt nyelvek előtt álló kihívások megválaszolása érdekében. Iskolai programokat hoznak létre, nyelvi és regionális kutatásokat támogatnak, helynevek és a hozzájuk tartozó történetek megőrzését, ezek võro nyelven való kiadását. Ösztöndíjat alapítanak, iskolai tankönyveket készíttetnek, valamint éves nyelvi konferenciákat szerveznek. E tevékenységek célja, hogy a võro népet arra ösztönözzék, hogy beszéljék saját nyelvüket, és megőrizzék jellegzetes életmódjukat.

## Fordítás
- Ez a szócikk részben vagy egészben  a   Võro Institute című angol Wikipédia-szócikk ezen változatának fordításán alapul.  Az eredeti cikk szerkesztőit annak laptörténete sorolja fel. Ez a jelzés csupán a megfogalmazás eredetét és a szerzői jogokat jelzi, nem szolgál a cikkben szereplő információk forrásmegjelöléseként.